# Svenska Rederi AB Öresund

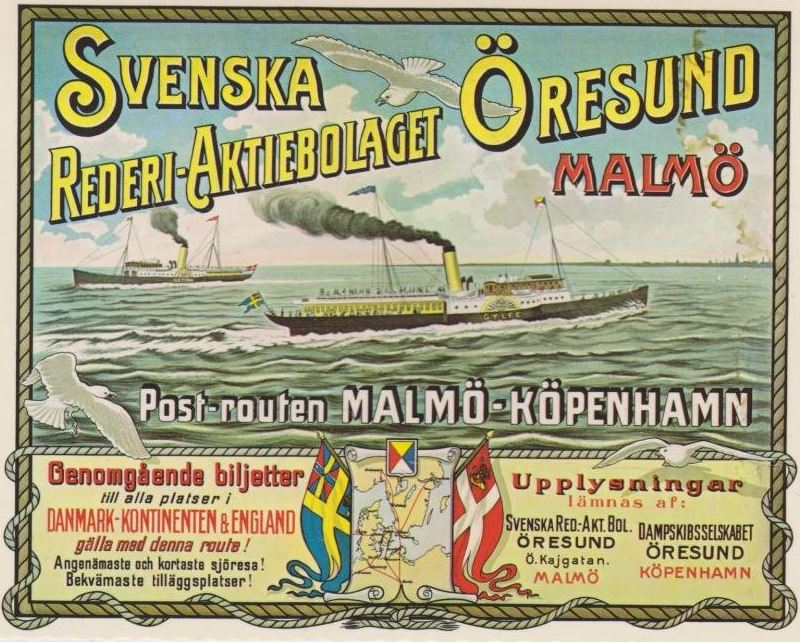
Reklam för det nystartade Öresundsbolaget tidigt 1900-tal

Svenska Rederi AB Öresund även kallat Öresundsbolaget (SRÖ) var ett svenskt rederi som grundades 1900 och som drev linjetrafik mellan flera olika destinationer runt Öresund, bland annat Malmö och Köpenhamn samt senare Limhamn och Dragör. Företaget delades till olika bolag efter 1977 och gick upp i Scandlines åren 1996–1997.

## Historik
Verksamheten inleddes 1 april 1900 då företaget genom ett konsortium övertog fartyg, bryggor och annan utrustning från det danska rederiet DFDS som sålde på grund av dålig lönsamhet. Rederiet blev uppdelat i det Svenska Rederiaktiebolaget Öresund (SRÖ) och det danska Dampskibsselskabet Øresund (DSØ) som senare kallades Øresundsbådene. En del av de äldre fartygen såldes och en del byggdes om och några nybyggda däribland Öresund tillkom fram till första världskriget, då trafiken minskade kraftigt på grund av kolbrist. Under mellankrigstiden på 1920- och 1930-talet återhämtade sig trafiken. Det sista nybyggda ångdrivna färjan Sverige tillkom 1929 och nästa nya skeppet därefter blev rederiets första motorfartyg Sankt Ibb som sattes i trafik 1935 och mot slutet av samma år hade rederiet sju ångfartyg och sex motorfartyg i sin flotta.
Företaget förstatligades under andra världskriget genom ett riksdagsbeslut den 17 november 1943 då aktier i bolaget köptes upp genom Statens järnvägar där motsvarande beslut togs i Danmark för den danska delen av bolaget genom uppköp via DSB. Under denna period låg trafiken nästan helt nere men efter krigsslutet började trafiken öka kraftigt. Anledning till ökningen av resor över sundet var först varubrist i Danmark efter kriget, som senare vände på 1950-talet och då berodde på prisskillnader, till exempel ett kilo smör som kostade 7 kronor i Sverige kostade 3 kronor i Danmark under en period. En annan orsak till reseökningen var att pass inte behövdes vid överfarter från den 14 juli 1952 genom den nordiska passunionen som då trädde i kraft. Även konkurrerande rederier började starta upp såsom Centrumlinjen med flera som ofta hade fokus på shopping där även transport av fordon växte mer och mer.
Den 8 april 1960 invigdes rederiets nya linje, ofta kallad Dragörfärjan, mellan Limhamn och Dragör som då inte hade haft färjetrafik sedan 1939. Inriktningen var främst en last- och personbilslinje, men även shopping- och nöjesresandet växte. Passagerarantalet ökade stadigt under nästan 40 år för att under de sista åren minska på grund av den nya Öresundsförbindelsen och linjen fick till sist läggas ner.
Våren 1965 övertog bolaget Flygbåtarna från Rederi Aktiebolaget Sundfart som drivit linjetrafik med bärplansbåtar Malmö–Köpenhamn sedan några år tillbaka. Överfarten tog 35 minuter där man sparade runt en timme jämfört med de vanliga färjorna. Ytterligare snabba bärplansbåtar av typen PT-50 införskaffades och utökningar med turer till Kastrup flygplats för pendlare och affärsmän och trafik mellan Helsingborg och Landskrona till Köpenhamn tillkom. Kritik mot denna nya typ av snabbfärjor fanns, där klagomål på inställda avgångar på grund av väder eller tekniska orsaker förekom; dessutom upplevde passagerarna att båtarna var obekväma. I maj och juni 1977 sattes de två första katamaranbåtarna i trafik som var något långsammare där överfarten tog cirka 45 minuter. De sista bärplansbåten såldes 1987.
Under slutet av 1970-talet minskade lönsamheten på de stora båtarna Malmö–Köpenhamn som upphörde att gå och därefter gick rederiet upp i olika bolag och samarbeten under olika perioder. 1980 bildades Scandinavian Ferry Lines (SFL) och 1984 såldes Flygbåtarna till danska DSØ. Under 1996 övergick verksamheten till Scandlines, Dragörförbindelsen lades ner 1999 och sista flygbåten avgick på valborgsmässoafton 30 april 2002.

## Färjelinjer
- Malmö–Köpenhamn (Öresundsbolagets färjor 1900–1980, Flygbåtarna 1965–2002)
- Limhamn-Dragör (1960–1999)
- Malmö-Travemünde (1973–1977)
- Landskrona-Köpenhamn
- Helsingborg-Köpenhamn
- Köpenhamn-Mölle

## Urval av fartyg som användes längre perioder
- Hjulångaren Gefion (1900–1931)
- Hjulångaren Gylfe (1900–1922)
- S/S Öresund (1905–1957)
- S/S Sverige (1908–1917)
- S/S Hälsingborg (1912–1946)
- S/S Malmö (1914–1961)
- S/S Sverige (1929–1960)
- M/S Sankt Ibb (1935–1962)
- S/S Helsingborg (1946–1956)
- S/S Örnen (1950–1959)
- M/S Absalon (1955–1975)
- M/S Gripen (1956–1976,1984–1985)
- M/S Limhamn (1960–1969)
- M/S Dragør (1960–1969)
- M/S Öresund (1960–1980)
- M/S Ørnen (1962–1980)
- M/S Drogden (1964–1977)
- H/S Flyvefisken (1965–1984)
- H/S Svalan (1965–1983)
- H/S Tärnan. (1966–1983)
- M/S Saltholm. (1967–1980)
- H/S Springeren. (1967–1985)
- M/S Hamlet. (1968–1996)
- M/S Ofelia. (1968–1996)
- H/S Løberen (1972–1985)
- M/S Scania (1972–1999)
- H/S Viggen (1973–1987)
- M/S Tunen (1977–1993)
- M/S Tranen (1977–1993)
- M/S Tumleren (1979–1984)
- M/S Siken (1984–1991)
- M/S Lommen. (1985–1994)
- M/S Ørnen (1986–1996)
- M/S Løberen (1990–2001)
- M/S Springaren (1991–2001)
- M/S Sælen. (1993–2002)
- M/S Kraka Viking (1994–2001)
- M/S Sifka Viking (1994–2001)
- M/S Svalan (1995–2002)
- M/S Sjöbjörnen (1995–2002)